# Hottebommanahalli, Pavagada
Hottebommanahalli là một làng thuộc tehsil Pavagada, huyện Tumkur, bang Karnataka, Ấn Độ.